# Юджин (футбольный клуб)
«Юджин» — ранее существовавший российский футбольный клуб из Кинель-Черкасс.

## История
Футбольная команда основана в 1986 году – инициатором создания команды было руководство «Кротовской птицефабрики», открывшейся в 1985 году.
В 1986–1987 годах команда проводила только товарищеские встречи.
В 1988 году команда заявилась в чемпионат Куйбышевской области и сразу заняла третье место.
С 1989 года главным тренером команды становится Александр Друганин.
В 1989 году команда становится чемпионом Куйбышевской области.
В 1989 году команда приняла участие в турнире «Футбол России», где заняла 4-е место в зоне «Поволжье».
С 1990 года команда получает право выступать в турнире вторая низшая лига СССР по футболу. С 1992 года — Вторая лига России по футболу.
В 1994 году «Кротовская птицефабрика» становится банкротом и команда, в поисках денежных средств, переезжает в Самару и меняет название и спонсора, но уже походу сезона возвращается в Кинель-Черкассы.
В 1995 году «Юджин» выигрывает чемпионат Самарской области по футболу, а также играет в финале кубка Самарской области, и по окончании сезона прекращает существование. Часть игроков переходит во вновь образованый в Кинель-Черкассах клуб «Кинкас», выступавший в чемпионате области два сезона (1996—1997) и также прекративший существование.
Из игроков, выступавших за клуб, можно отметить Валерия Мельникова — чемпиона СССР 1982 года, 8 лет отыгравшего за минское «Динамо» в высшей лиге СССР (1978—1985), а позже игравшего в самарских «Крыльях Советов» (1990—1991).
Полный список игроков клуба «Заря»/«Юджин» (Подгорный/Кротовка/Самара), о которых есть статьи в Википедии, см. здесь.

## Названия
- 1990—1991 — «Заря» (Подгорный, Кинель-Черкасский район, Самарская область)
- 1992—1993 — «Заря» (Кротовка, Кинель-Черкасский район, Самарская область)
- 1994 — «Юджин» (Самара)
- 1995 — «Юджин» (Кинель-Черкассы, Кинель-Черкасский район, Самарская область)

## Достижения
Чемпионат Куйбышевской/Самарской области по футболу
- Чемпион (2): 1989, 1995
- Бронзовый призёр: 1988

Кубок Самарской области по футболу
- Финалист: 1995

## Результаты выступлений
первенства страны
| Первенство | Первенство    | Первенство | Первенство | Первенство | Первенство | Первенство | Первенство | Первенство | Первенство | Кубок        | Кубок  |
| Сезон      | Лига          | Зона       | Место      | И          | В          | Н          | П          | РМ         | О          | Турнир       | Стадия |
| ---------- | ------------- | ---------- | ---------- | ---------- | ---------- | ---------- | ---------- | ---------- | ---------- | ------------ | ------ |
| 1990       | вторая низшая | 7          | 17 из 17   | 32         | 1          | 4          | 27         | 14—98      | 6          | Кубок РСФСР  | 1/32   |
| 1991       | вторая низшая | 7          | 21 из 22   | 42         | 5          | 9          | 28         | 20—80      | 19         | Кубок РСФСР  | 1/32   |
| 1992       | вторая        | 5          | 9 из 18    | 34         | 16         | 6          | 12         | 41—36      | 38         | Кубок России | 1/128  |
| 1993       | вторая        | 6          | 9 из 22    | 42         | 23         | 5          | 14         | 91—52      | 51         | Кубок России | 1/64   |
| 1994       | третья        | 5          | 4 из 17    | 32         | 12         | 15         | 5          | 41—31      | 39         | Кубок России | 1/256  |
| Итого      | Итого         | Итого      | Итого      | 182        | 57         | 39         | 86         | 207—297    | —          | —            | —      |

Кубок РСФСР по футболу
- 9 мая 1990 Газовик (Оренбург)—Заря (Подгорный) 5:2
- 21 апреля 1991 Заря (Подгорный)—Дружба (Йошкар-Ола) 0:0, по пенальти 4:2 (матч прошёл на Центральном стадионе города Сочи)
- 2 мая 1991 Рубин (Казань)—Заря (Подгорный) 1:0

Кубок России по футболу
- 2 мая 1992 Заря (Кротовка) — Зенит (Пенза) 3:1
- 23 мая 1992 Заря (Кротовка) — Торпедо (Арзамас) 3:2
- 13 июня 1992 Зенит (Ижевск) — Заря (Кротовка) 2:1
- 18 апреля 1993 Заря (Кротовка) — Зенит (Пенза) 2:1
- 8 мая 1993 Иргиз (Балаково) — Заря (Кротовка) 5:1
- 9 мая 1994 СКД (Самара) — Юджин (Самара) 2:1

Домашние матчи первенства и кубка страны команда проводила в Подгорном (1990—1992), Кинель-Черкассах (1992, 1994), Кротовке (1992, 1993) и Самаре (1993, 1994).